# Kit Carson
Kit Carson, właśc. Christopher Houston Carson (ur. 24 grudnia 1809, zm. 23 maja 1868) – amerykański podróżnik, badacz Dzikiego Zachodu, generał i uczestnik wojny secesyjnej.
Na jego cześć zostało nazwane miasto Carson City – stolica stanu Nevada.